# Rabea Schif
Rabea Schif (* 16. Juni 1978 in Frankfurt am Main) ist eine deutsche Fernsehmoderatorin.

## Leben
Rabea Schif begann nach ihrem Abitur an der Frankfurt International School ein Studium Art und Design an der London Guildhall University und absolvierte im Anschluss ein Studium zum Bachelor in Design Studies. Daraufhin arbeitete sie von 2001 an in London bei Smile Management in der Modebranche und später beim Exit Magazine und Project Felix in der Funktion als Advertising Director. Daran anschließend arbeitete sie als freischaffende Produzentin, Styling-Assistentin und Designerin.
Zwischen 2015 und Oktober 2016 moderierte sie abwechselnd mit Amiaz Habtu Prominent!, ein Boulevardmagazin des Privatsenders VOX.
Sie wohnt mit ihrem Mann im Frankfurter Bahnhofsviertel.